# Lemmaphyllum microphyllum
Lemmaphyllum microphyllum är en stensöteväxtart som beskrevs av Presl. Lemmaphyllum microphyllum ingår i släktet Lemmaphyllum och familjen Polypodiaceae. Utöver nominatformen finns också underarten L. m. obovatum.

## Bildgalleri

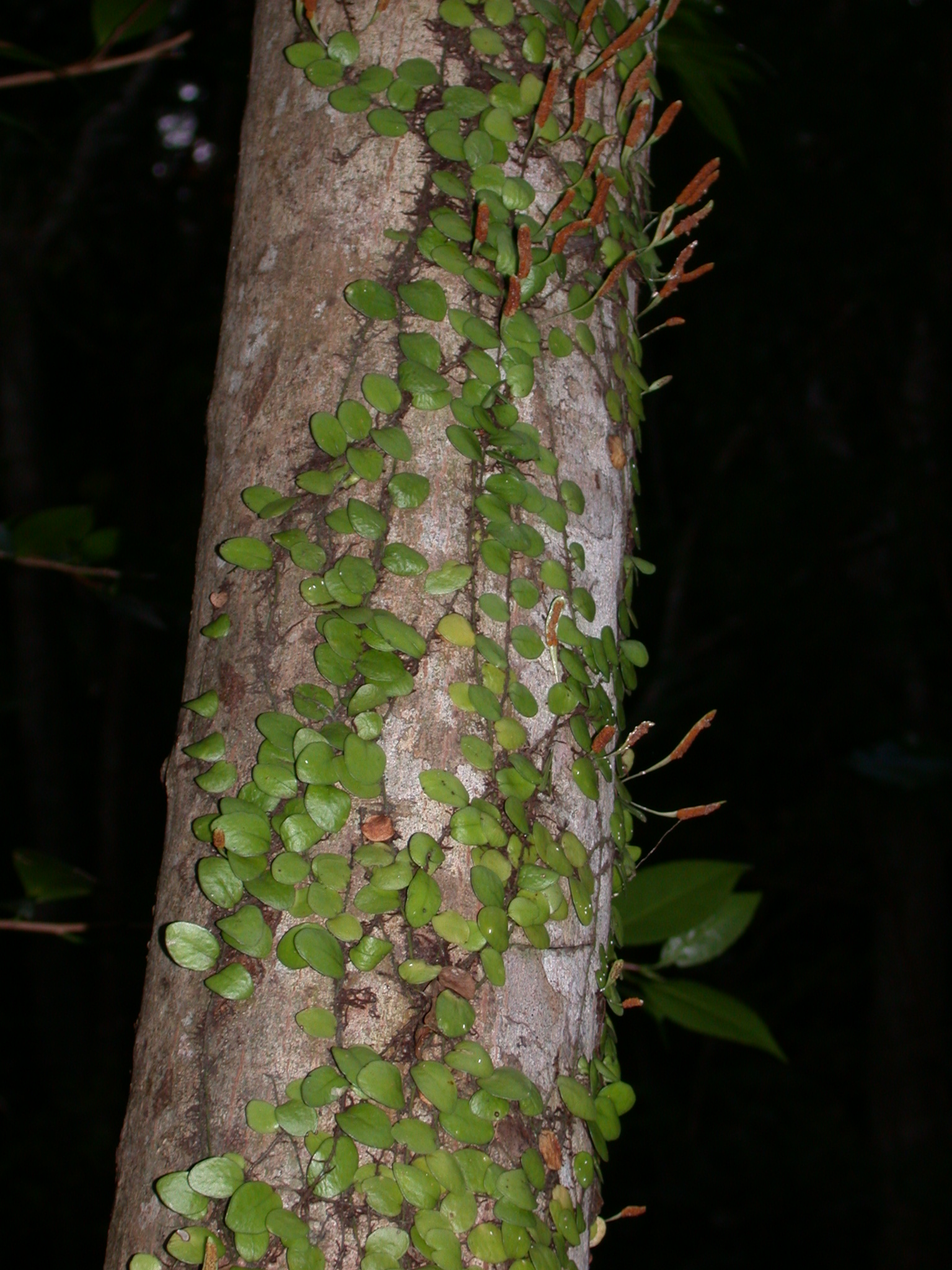
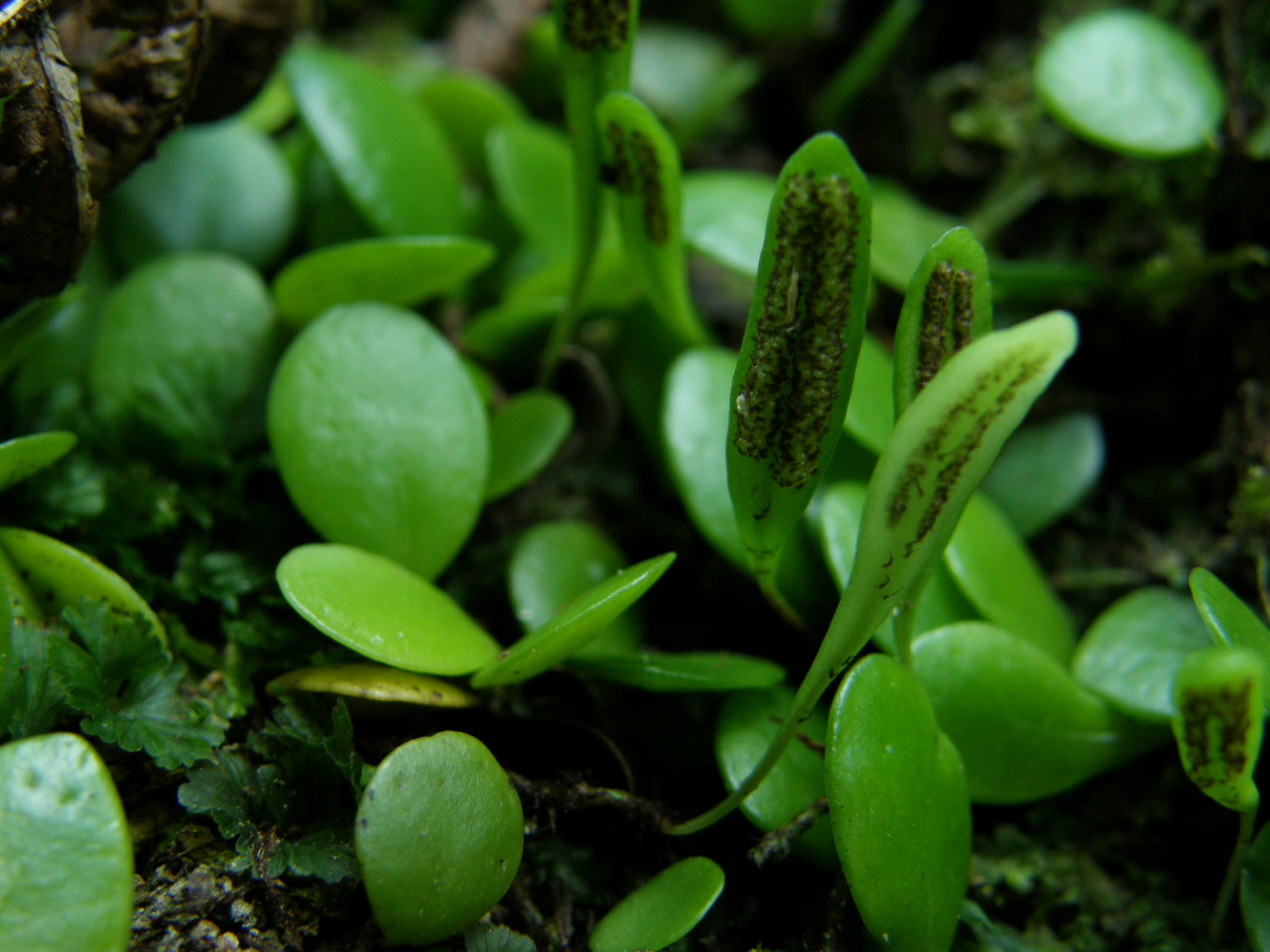
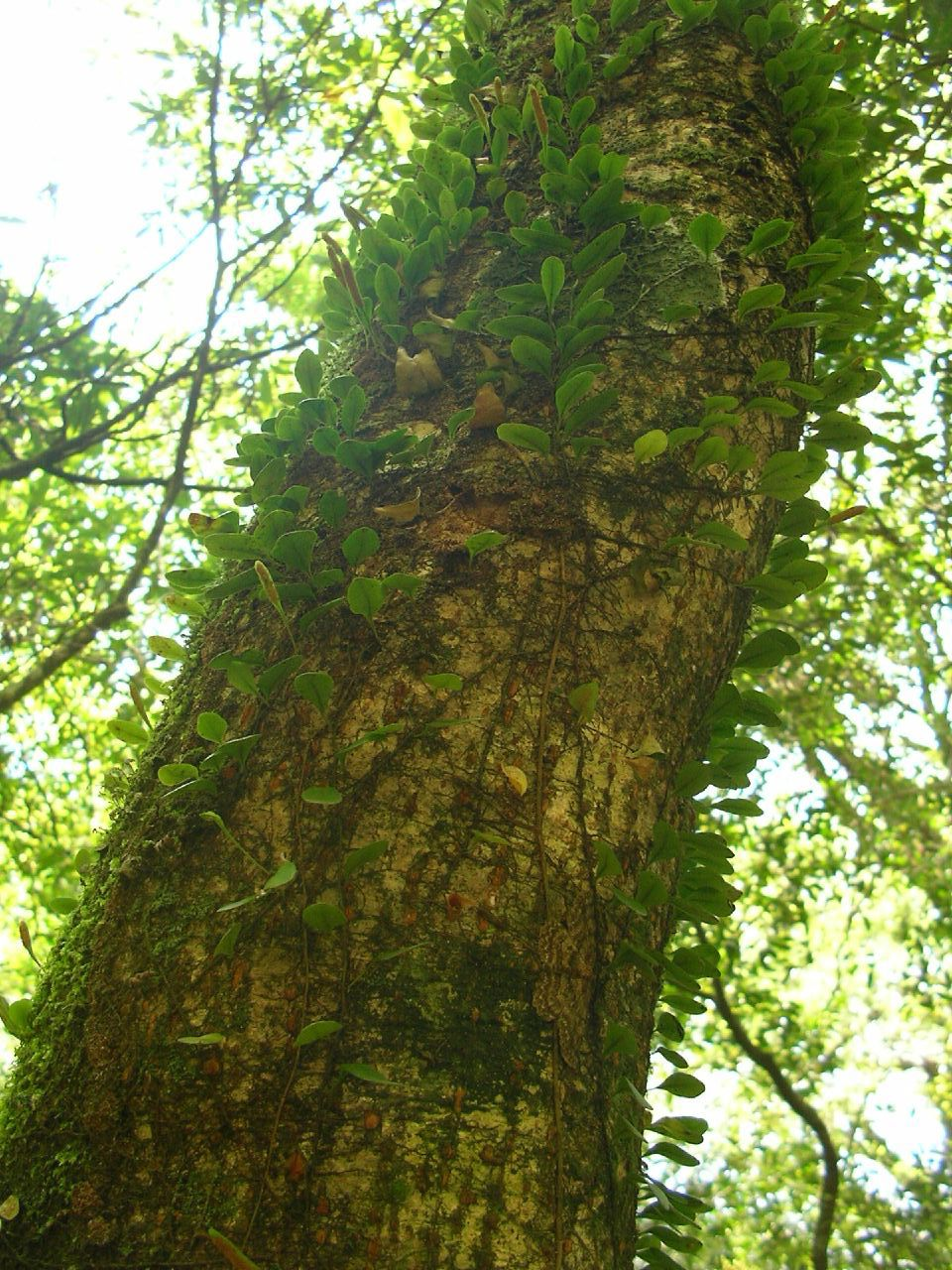
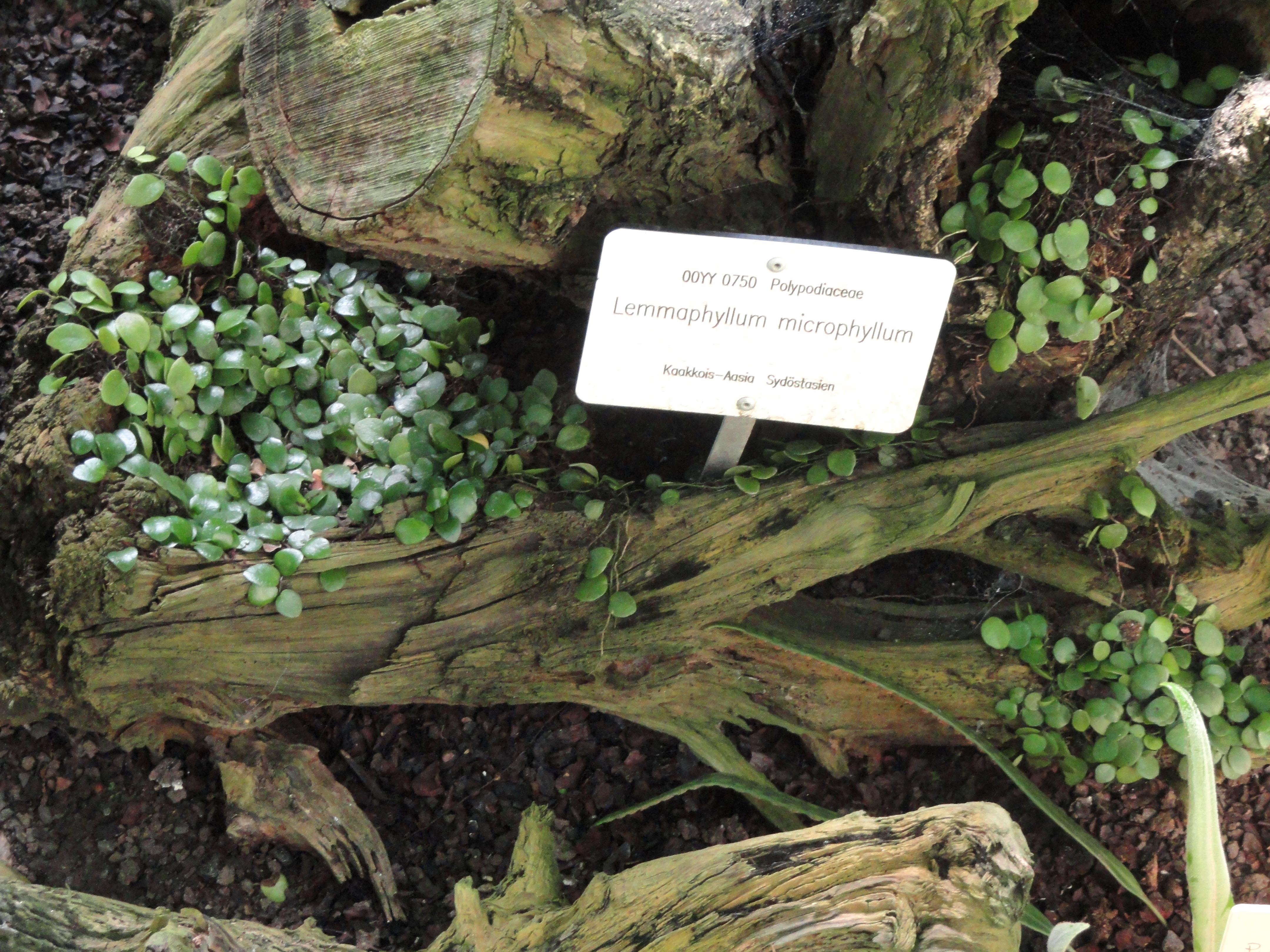